# Nick Martens
Nick Martens (Ann Arbour, Michigan, 1982. szeptember 11. –) amerikai profi jégkorongozó, védő. Jelenleg Magyarországon az Alba Volán SC csapatával az osztrák jégkorongligában szerepel.

## Pályafutása
Pályafutását 1999-ben kezdte. Két szezont játszott az Észak Amerikai Hoki Ligában (NAHL) a Texas Tornado, majd négy szezont töltött a University of Michigan csapatában (NCAA), mielőtt profinak állt. 2005-ben kezdte profi pályafutását az AHL-ben a Grand Rapids Griffins csapatában. A 2006–2007-es szezont a San Antonio Rampageben kezdte, majd az ECHL-ben a Cincinnati Cyclonesnál folytatta. Végül újra az AHL-ben szereplő Bridgeport Sound Tigers játékosa lett. Európába 2007-ben jött át. Egy-egy évet játszott az EBEL-ben szereplő Graz EC és Bundesliga 2-ben szereplő Bremerhaven REV csapatában. 2008–2009-ben a Alba Volán SC játékosa volt. 2009–2010-ben a német másodosztályban, a Hannover Indiansban.

## Statisztika
| Szezon    | Csapat                  | Liga   | MSz | G | A  | P   | B   |
| --------- | ----------------------- | ------ | --- | - | -- | --- | --- |
| 1999–2000 | Texas Tornado           | NAHL   | 55  | 2 | 22 | 24  | 33  |
| 2000–2001 | Texas Tornado           | NAHL   | 53  | 5 | 27 | 32  | 85  |
| 2001–2002 | U. of Michigan          | NCAA   | 17  | 0 | 0  | 0   | 22  |
| 2002–2003 | U. of Michigan          | NCAA   | 43  | 3 | 9  | 12  | 56  |
| 2003–2004 | U. of Michigan          | NCAA   | 31  | 3 | 5  | 8   | 36  |
| 2004–2005 | U. of Michigan          | NCAA   | 38  | 1 | 10 | 11  | 38  |
| 2005–2006 | Grand Rapids Griffins   | AHL    | 67  | 4 | 12 | 16  | 54  |
| 2006–2007 | San Antonio Rampage     | AHL    | 5   | - | 5  | 199 | 218 |
| 2006–2007 | Cincinnati Cyclones     | ECHL   | 23  | 0 | 4  | 4   | 21  |
| 2006–2007 | Bridgeport Sound Tigers | AHL    | 7   | 0 | 0  | 0   | 2   |
| 2007–2008 | Graz EC                 | EBEL   | 10  | 1 | 0  | 0   | 14  |
| 2007–2008 | Bremerhaven REV         | 2.GBun | 34  | 3 | 12 | 15  | 75  |
| 2008–2009 | Alba Volán SC           | EBEL   | 41  | 3 | 5  | 8   | 40  |
| 2008–2009 | Hannover Indians        | 2.GBun | 52  | 3 | 86 | 0   |     |

| Szezon    | Csapat                | Liga | MSz | G | A | P | B  |
| --------- | --------------------- | ---- | --- | - | - | - | -- |
| 2005–2006 | Grand Rapids Griffins | AHL  | 7   | 0 | 1 | 1 | 2  |
| 2006–2007 | Cincinnati Cyclones   | ECHL | 10  | 0 | 6 | 6 | 14 |